# Villanova Stadium
Le Villanova Stadium est un stade omnisports américain situé à Villanova, dans la banlieue de Philadelphie, en Pennsylvanie.
Appartenant à l'Université Villanova, le stade, doté de 12 500 places, sert d'enceinte à domicile pour l'équipe universitaire des Wildcats de Villanova (pour ses équipes de soccer, de crosse, de hockey sur gazon et d'athlétisme).

## Histoire
Dans les années 1960, la Monsignor Bonner High School, utilisait le terrain.
Des équipes de Philadelphie se sont également servies du terrain comme le club de soccer du Charge de Philadelphie ou encore le club de crosse du Barrage de Philadelphie.

## Événements
- 2003 : Coupe Steinfeld (crosse)